# 遠程機器人
遠程機器人（英語:Telerobotics），亦作遠程控制機器人、遠程遙控機器人，是机器人学的一个领域，涉及从远处控制半自主的机器人，主要使用无线网络（如Wi-Fi、藍牙、深空网络等）或網路共享連結（tethering）。它是两个主要子领域的结合，即远程操作和远程呈现。